# Tofori

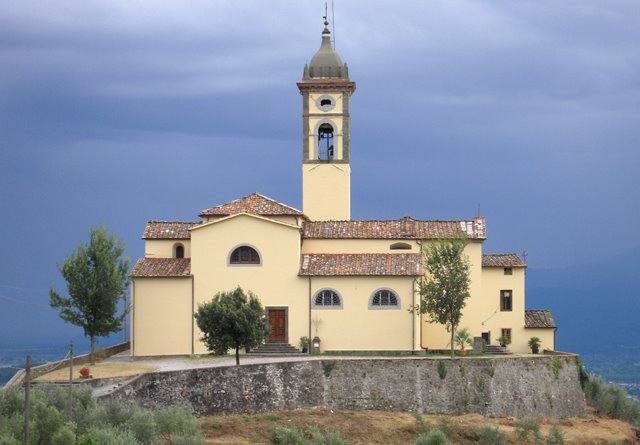
Chiesa di Santa Maria di Tofori, lato nord

Tofori (AFI: /ˈtofori/ o /ˈtɔfori/) ; (in passato anche Tofari o Tufolo) è una frazione del comune italiano di Capannori, in provincia di Lucca.

## Geografia fisica
Tofori è posto nella parte settentrionale del comune di Capannori, in un territorio prevalentemente collinare e montuoso. Il paese è rinomato per i molteplici vigneti ed oliveti. Esso è anche situato lungo la strada del vino e dell'olio di Lucca, Montecarlo e Versilia.Confina con le frazioni di Gragnano, Lappato, San Gennaro, Petrognano, Sant'andrea in Caprile e Camigliano.

## Storia
Il paese ha origini romane ed è nato da una colonia, un piccolo insediamento.
Durante la seconda guerra mondiale, nel periodo dell'occupazione tedesca e della Repubblica Sociale Italiana, Clotilde Nardini ospita nella propria casa due bambini ebrei, i cui genitori erano nascosti in un convento a Sesto Fiorentino. A lei sarà conferita nel 2017 l'onorificenza dei "giusti tra le nazioni".

## Monumenti e luoghi d'interesse

### Architetture religiose
La chiesa parrocchiale di Tofori si trova in una posizione panoramica ed è dedicata a Santa Maria Assunta. La chiesa viene menzionata in un documento del 980 e nell'Estimo del 1260 come cappella dipendente dalla Pieve di San Gennaro. Nel 1581 diventa parrocchia. La chiesa attuale, che risale in parte al XIV secolo, ha assunto nel XIX secolo una struttura a forma di croce latina. Nel 1847 viene restaurato il campanile, nel 1890 arrivano le nuove campane e nel 1892 viene cambiato il vecchio organo del Crudeli con quello realizzato da Evaristo Santarlasci. La parrocchia, nel 1832, contava 279 abitanti. Tra gli arredi interni è da ricordare una tela di Tiberio Franchi raffigurante la Madonna del Rosario tra diversi santi e una statua trecentesca, in alabastro, della Madonna. (XIV-XV sec.). La statua è impreziosita da diademi dell'orafo Farnesi (1866).
Nel territorio della parrocchia esistevano tre cappelle (San Carlo, Santa Maria Maddalena, San Martino) e lo Spedale di San Nicola.

## Società

### Tradizioni e folclore
Una leggenda racconta che la statua della Madonna venne trovata nei pressi dell'attuale chiesa da una pastorella (a ricordo di quel luogo, oggi c'è una piccola cappella).
Gli abitanti la portarono nella vicina Pieve di San Gennaro ma dopo pochi giorni la statua tornò dove fu trovata e, interpretando l'avvenimento come un miracoloso segno divino, venne costruita la chiesa.